# Martin Vanier
Martin Vanier, né le 11 septembre 1958 dans le 11e arrondissement de Paris, est un géographe français, professeur à l'École d'urbanisme de Paris (université Paris-Est). Il tient à jour un carnet de recherche, Interterritorialités, où sont mis en lignes tous ses écrits et interventions publiques. 

## Biographie
Agrégé de géographie en 1981, il obtient un doctorat en 1988 à l'université Paris-1 Panthéon-Sorbonne grâce à son travail sur la ville de Troyes sous la direction de Jacques Malézieux. Professeur dans le secondaire de 1981 à 1991, il rejoint ensuite l'université Lumière Lyon 2 en tant que maître de conférences où il valide en 1997 sa thèse d'habilitation à diriger des recherches. Il enseigne à l'université du Québec à Montréal en 1998-1999 et est depuis professeur à l’université Joseph-Fourier (Grenoble-I). Il dirige le laboratoire PACTE à sa création (en 2002) et jusqu'en 2006. Il assure ensuite la responsabilité scientifique du programme de prospective de la DATAR « Territoires 2040 », en 2009-2010. Il est depuis 2009 directeur d'études associé au cabinet ACADIE, au sein duquel il a conduit divers exercices de prospective territoriale. Il est membre du conseil scientifique de l'Institut des hautes études d'aménagement du territoire en Europe (IHEDATE). En 2016, il quitte l'Institut de géographie alpine de Grenoble pour rejoindre l'École d'urbanisme de Paris.

## Publication (ouvrages)
- Martin Vanier, Le temps des liens, essai sur l'anti-fracture, Editions de L'aube, 2024
- Martin Vanier, Demain les territoires, capitalisme réticulaire et espace politique, Hermann, Paris, 2015
- Franck Scherrer, Martin Vanier (dir.), Villes, territoires, réversibilité, Hermann, Paris, 2013
- Laurent Cailly, Martin Vanier (dir.), La France, une géographie urbaine, Armand Colin, Paris, 2010
- Martin Vanier (dir.), Territoires, territorialité, territorialisation - Controverses et perspectives, PUR, Rennes, 2009
- Annie Bleton-Ruget, Nicole Commerçon, Martin Vanier, Réseaux en questions : utopies, pratiques et prospective, Institut du Val-de-Saône, Mâcon, 2009
- Martin Vanier, Le pouvoir des territoires - Essai sur l'interterritorialité, Economica, 2008 (Réédité en 2010)
- Yves Jean, Martin Vanier, La France : aménager les territoires, Armand Colin, Paris, 2008 (Réédité en 2009)
- Emmanuel Roux, Martin Vanier, La périurbanisation : problématiques et perspectives, DIACT -  La documentation française, Paris, 2008
- Bernard Debarbieux, Martin Vanier (dir.), Ces territorialités qui se dessinent, L'aube, La Tour-d'Aigues, 2002
- Martin Vanier (dir.), Suburbains au travail : urbanisation et emplois autour de Lyon, L'Harmattan, Paris, 1999
- Martin Vanier, Maille et bonneterie auboise, ORCCA, Langres, 1993